# 1790 О положении страны (Ежегодное послание президента США Конгрессу)
Послание «О положении страны» было дано в пятницу, 8 января 1790 года, в течение первого президентского срока Джорджа Вашингтона и стало первым ежегодным посланием президента США Конгрессу. Оно было дано в Нью-Йорке.
На выступлении Джорджа Вашингтона было раскритиковано все, начиная с выбора его одежды и стоявших рядом с ним, до того, как он передал своё послание. В его речи не было подробно изложены многие вопросы. Он объяснил некоторые проблемы, с которыми столкнулось молодое американское государство и обратился к планам на будущее. Вашингтон начал своё выступление, поздравляя дома со вступлением в Северную Каролину и выражая надежду на прогресс страны. «Быть готовым к войне — один из наиболее эффективных способов сохранения мира», этот призыв Вашингтона был адресован к его стране создать хорошую армию и собрать ресурсы, необходимые для её поддержания. Сама армия, её финансирование, поставки и структура все ещё нуждались в решении, поэтому Вашингтон включил это в свою речь, потому что это было очень важно, это следовало решать немедленно. Необходимость внешней политики вызывала озабоченность Вашингтона, которую, по его мнению, должен решать именно президент, и он пообещал выполнить свою «обязанность в этом отношении таким образом, чтобы обстоятельства могли оказывать наибольшую общественную пользу». Была добавлена необходимость в процессе натурализации для иностранцев, чтобы показать, насколько они важны для страны и показать необходимость, которую страна имеет для новых граждан. Сами граждане не были проигнорированы в своём заявлении о положении в Союзе. Поскольку правительство формируется различными официальными лицами, гражданам Соединённых Штатов также было предложено участвовать в росте своей страны. Президент Вашингтон вышел за рамки официальных потребностей, чтобы заняться повседневной жизнью граждан.